# Rosa María Ojeda
Rosa María Ojeda Cuen (Culiacán, Sinaloa, 15 de octubre de 1986) es una reina de belleza mexicana que ganó el certamen nacional Nuestra Belleza México en 2006 además representó a su país en Miss Universo 2007, donde logró clasificar al Top 10.

## Vida personal y entrada en el Mundo de la Belleza
Rosa María Ojeda es la más joven de cinco hijos. Sus 2 hermanos mayores murieron (solo tres años después uno del otro, el primero en un asalto y el segundo en un accidente automovilístico) cuando Ojeda era muy joven, exactamente a la edad de 15 años, le fue diagnosticado cáncer de tiroides. Estos duros eventos durante su infancia y adolescencia la volvieron una mujer más fuerte.
El 7 de diciembre de 2019 contrajo matrimonio con el empresario mexicano Javier Pineda.

## Nuestra Belleza México
Rosa María participó en el certamen nacional Nuestra Belleza México en 2006 gracias a que obtuvo este derecho al coronarse como Nuestra Belleza Sinaloa 2006, el evento de belleza nacional se llevó a cabo en el Espacio Cultural Metropolitano de la ciudad de Tampico, Tamaulipas el 2 de septiembre de 2006. Rosy compitió con 30 candidatas provenientes de 27 estados de toda la República Mexicana, pero al final después de competir en las etapas de traje de baño, traje de noche y la pregunta final, ella logró coronarse como la ganadora y así darle a su estado la segunda corona de Nuestra Belleza México ya que 3 años antes su paisana Rosalva Luna también alcanzó este logró.

## Miss Universo 2007
Al convertirse en Nuestra Belleza México 2006 obtuvo el derecho a representar a México en Miss Universo en la edición de 2007 que además meses después se anunciaría que se realizaría en México con lo cual ella sería además la reina anfitriona, con esto llegó una gran responsabilidad ya que la última vez que este evento de belleza internacional se realizó en México la representante mexicana no logró clasificar lo que molestó al pueblo mexicano. Rosa María tuvo aproximadamente 8 meses para prepararse para Miss Universo y durante este tiempo recibió clases de pasarela, oratoria, maquillaje, etc. por medio de la Organización NBM. Y así en mayo de 2007 comenzó la concentración en la Ciudad de México, durante una entrevista le preguntaron que quién era la candidata con la que más se llevaba de entre las 77 aspirantes al título a lo que ella contestó que a Xiomara Blandino (Miss Nicaragua 2007) su compañera de cuarto y quien curiosamente también llegó al top 10. El 28 de mayo de 2007 se llevó a cabo la noche final de Miss Universo 2007 donde Ojeda logró clasificar hasta el Top 10. La gran ganadora fue Riyo Mori representante de Japón.

## La controversia con el traje típico
En abril de 2007, se creó controversia con el traje nacional que usaría Rosa María en el concurso de trajes típicos en Miss Universo. La falda del traje típico mostraba escenas de la guerra de los Cristeros, una rebelión en contra de la Iglesia Católica en la política del país, esto sucedió en la década de 1920 en la cual miles de personas murieron, además otro motivo de la indignación fue que el traje también portaba un cinturón cargado de balas y un crucifijo. Este traje típico fue elegido para ser usado en Miss Universo durante la competencia de trajes típicos de Nuestra Belleza México 2006 donde se seleccionó de entre 30 trajes típicos, la intención del diseño era mostrar la cultura e Historia de México, pero provocó controversia en medio de reclamos que decían que era de mal gusto e inapropiado.
Por los motivos antes mencionados la ONBM dirigida por Lupita Jones se vio obligada a cambiar la falda del vestido por uno con motivos de frutas y vegetales. Además también se cambió el nombre del traje, paso de llamarse "Mujer Cristera" a "Alma de México".

## Después de los concursos de belleza
Al terminar su participación en Miss Universo ingresó al CEA de Televisa donde estudió actuación, posteriormente regresó a vivir a Culiacán, Sinaloa y estaba un poco involucrada en la organización de Nuestra Belleza Sinaloa siendo couch o conduciendo certámenes, esto hasta 2016 que fue anunciada como la coordinadora del certamen estatal Miss Sinaloa, concurso encargado de buscar a la representante de Sinaloa en el certamen nacional Miss México el cual obtuvo la franquicia de Miss Mundo en 2016.

## Escándalo
Al poco tiempo de su anuncio como la coordinadora de Miss Sinaloa se eligió a la representante del estado y se realizó su coronación a la cual asistió Hugo Castellanos director de Miss Mexico Organization quien después del evento acudió con Rosa María y otras 2 personas a un bar en Culiacán, al salir del lugar y dirigirse al hotel para dejar a Hugo y otro de los acompañantes, estos fueron detenidos por sujetos armados quienes bajaron a Rosa María y a su novio, se llevaron a Hugo y a la otra persona, Rosa María y su novio levantaron la denuncia y horas más tarde fue encontrado el cuerpo sin vida de Hugo Castellanos.